# Orectolobus parvimaculatus
Orectolobus parvimaculatus – gatunek ryby dywanokształtnej z rodziny brodatkowatych (Orectolobidae).

## Zasięg występowania
Występuje na głębokości od 9 do 135 metrów w wodach południowo-zachodniej Australii. Gatunek endemiczny.

## Charakterystyka
Osiąga około 88 centymetrów długości. Gatunek ten ma różnorodne ubarwienie, zazwyczaj w odcieniach brązu i szarości oraz żółto ubarwionych płetw w nieregularnie pasy oraz okręgi.